# Propadiénylidène
Le propadiénylidène, ou ℓ-C3H2, est une espèce chimique de formule :C=C=CH2. Il s'agit d'un radical organique de la classe des carbènes, très réactif de sorte qu'il ne se rencontre sur Terre qu'en laboratoire. Il est en revanche présent naturellement dans le milieu interstellaire, où son isomère cyclique, le cyclopropénylidène c-C3H2, est également présent mais à une concentration supérieure d'environ un ordre de grandeur.